# リーミントン (競走馬)
リーミントン (Leamington) はイギリスの競走馬。のちにアメリカ合衆国で種牡馬として成功した。

## 経歴
イギリスで2 - 7歳の間走り、チェスターカップ（1857年と1859年の2回）、スチュワードカップ、グッドウッドステークスに勝った。その後種牡馬となり、しばらくはイギリスで供用されていたが、1866年に1,575ポンドでアメリカ合衆国へと輸出された。
このアメリカでの種牡馬生活は大いに成功し、1875年にレキシントンを破りアメリカチャンピオンサイアーを獲得した。また、1877・1879・1881年にも獲得し、通算で4度のチャンピオンサイアーになっている。産駒には、イロコイ、ロングフェローなどがいる。とくにイロコイは北アメリカ産馬としてはじめてイギリスのダービーに勝ったことで有名である。1878年5月6日に25歳で死亡した。

## 主な産駒
- ロングフェロー (Longfellow) : 種牡馬
- イロコイ (Iroquois) : ダービーステークスなど
- アリスティデス (Aristides) : 第1回ケンタッキーダービー勝ち馬
- パロール (Parole)
- ナイトオブエラズリー (Knight of Ellerslie) : 1884年プリークネスステークス

## 血統表
| リーミントンの血統（ポテイトーズ系（エクリプス系） / Alexander 5x5=6.25%、Woodpecker 5x5=6.25%、Bagot 父内5x5=6.25%） | リーミントンの血統（ポテイトーズ系（エクリプス系） / Alexander 5x5=6.25%、Woodpecker 5x5=6.25%、Bagot 父内5x5=6.25%） | リーミントンの血統（ポテイトーズ系（エクリプス系） / Alexander 5x5=6.25%、Woodpecker 5x5=6.25%、Bagot 父内5x5=6.25%） | （血統表の出典）  | （血統表の出典） |
| 父 Faugh-a-ballagh 1841 青鹿毛 アイルランド                                                                           | 父の父Sir Hercules 1826 青毛 アイルランド                                                                             | Whalebone | Waxy              | Waxy             |
| 父 Faugh-a-ballagh 1841 青鹿毛 アイルランド                                                                           | 父の父Sir Hercules 1826 青毛 アイルランド                                                                             | Whalebone | Penelope          |                  |
| 父 Faugh-a-ballagh 1841 青鹿毛 アイルランド                                                                           | 父の父Sir Hercules 1826 青毛 アイルランド                                                                             | Peri | Wanderer          | Wanderer         |
| 父 Faugh-a-ballagh 1841 青鹿毛 アイルランド                                                                           | 父の父Sir Hercules 1826 青毛 アイルランド                                                                             | Peri | Thalestris        |                  |
| 父 Faugh-a-ballagh 1841 青鹿毛 アイルランド                                                                           | 父の母Guiccioli 1823 栗毛 アイルランド                                                                                | Bob Booty | Chanticleer       | Chanticleer      |
| 父 Faugh-a-ballagh 1841 青鹿毛 アイルランド                                                                           | 父の母Guiccioli 1823 栗毛 アイルランド                                                                                | Bob Booty | Ierne             |                  |
| 父 Faugh-a-ballagh 1841 青鹿毛 アイルランド                                                                           | 父の母Guiccioli 1823 栗毛 アイルランド                                                                                | Flight | Escape            | Escape           |
| 父 Faugh-a-ballagh 1841 青鹿毛 アイルランド                                                                           | 父の母Guiccioli 1823 栗毛 アイルランド                                                                                | Flight | Y Heroine         |                  |
| 母 Pantaloon Mare 1841 鹿毛 イギリス                                                                                  | 母の父Pantaloon 1824 栗毛 イギリス                                                                                    | Castrel | Buzzard           | Buzzard          |
| 母 Pantaloon Mare 1841 鹿毛 イギリス                                                                                  | 母の父Pantaloon 1824 栗毛 イギリス                                                                                    | Castrel | Alexander Mare    |                  |
| 母 Pantaloon Mare 1841 鹿毛 イギリス                                                                                  | 母の父Pantaloon 1824 栗毛 イギリス                                                                                    | Idalia | Peruvian          | Peruvian         |
| 母 Pantaloon Mare 1841 鹿毛 イギリス                                                                                  | 母の父Pantaloon 1824 栗毛 イギリス                                                                                    | Idalia | Musidora          |                  |
| 母 Pantaloon Mare 1841 鹿毛 イギリス                                                                                  | 母の母Daphne 1837 青鹿毛 イギリス                                                                                     | Laurel | Blacklock         | Blacklock        |
| 母 Pantaloon Mare 1841 鹿毛 イギリス                                                                                  | 母の母Daphne 1837 青鹿毛 イギリス                                                                                     | Laurel | Wagtail           |                  |
| 母 Pantaloon Mare 1841 鹿毛 イギリス                                                                                  | 母の母Daphne 1837 青鹿毛 イギリス                                                                                     | Maid of Honor | Champion          | Champion         |
| 母 Pantaloon Mare 1841 鹿毛 イギリス                                                                                  | 母の母Daphne 1837 青鹿毛 イギリス                                                                                     | Maid of Honor | Etiquette F-No.14 |                  |